# 細節人生
《細節人生》（英語：The Details）是一部2011年電影，由雅各·亞倫·艾斯特斯執導。故事講述Jeff和Nealy的庭院被浣熊搗亂，這個討厭的麻煩開始了一場黑色喜劇，以及家庭緊張關係、不忠和謀殺的瘋狂連鎖反應。

## 演員
- 杜比·麥奎爾 飾 Jeff Lang
- 伊莉莎白·班克絲 飾 Nealy Lang
- 凱莉·華盛頓 飾 Rebecca Mazzoni
- 雷·李歐塔 飾 Peter Mazzoni
- 羅娜·蓮妮 飾 Lila
- 丹尼斯·赫柏特 飾 Lincoln

## 外部連結
- 互联网电影数据库（IMDb）上《The Details》的资料（英文）
- 爛番茄上《細節人生》的資料（英文）
- 官方网站